# Le Claire
Pour la personnalité politique de Jersey, voir Paul Le Claire.
Pour les articles homonymes, voir Leclaire.
Le Claire est une ville située dans le comté de Scott, dans l’État de l’Iowa, aux États-Unis. Lors du recensement de 2010, sa population s’élevait à 3 765 habitants.

## Personnalités liées à la ville
La ville a été nommée en l'honneur d'Antoine LeClaire (ou Le Claire) (1797-1861) qui était le propriétaire du site sur lequel a été bâtie la ville. Il fut interprète de l'armée américaine, homme d'affaires, philanthrope et également le principal fondateur de la ville de Davenport (Iowa).
William Frederick Cody, surnommé Buffalo Bill, est né à Le Claire en 1846.
Le Claire est la ville où se situe l'émission American Pickers.